# Vasile Aftenie

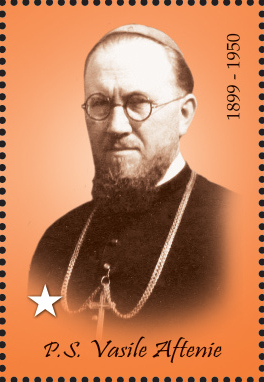
Vasile Aftenie

Vasile Aftenie (* 14. Juni 1899 in Lodroman, Komitat Klein-Kokelburg, Siebenbürgen; † 10. Mai 1950 in Bukarest, Rumänien) war rumänisch griechisch-katholischer Weihbischof in Făgăraș und Alba Iulia.

## Leben
Vasile Aftenie besuchte die Grundschule seines Heimatorts und das Gymnasium in Blaj. 1917 wurde er zum Militär eingezogen und stand in Galizien und Italien an der Front. Nach dem Ende des Krieges 1918 begann er ein Jurastudium an der juristischen Fakultät in Bukarest, entschied sich aber dann 1919 Priester zu werden und ging zum Studium der Theologie an das Päpstliche Griechische Kolleg vom Hl. Athanasius. Am 1. Juni 1926 wurde er in Blaj von Vasile Suciu, dem Erzbischof von Făgăraș und Alba Iulia, zum zölibatären Priester geweiht. Von 1926 bis 1934 arbeitete er als Professor an der Theologischen Akademie in Blaj, 1934 wurde er Dekan in Bukarest, 1937 Domkapitular in Blaj und 1939 Rektor der Theologischen Akademie.
Am 12. April 1940 wurde er von Papst Pius XII. zum Weihbischof in Făgăraș und Alba Iulia und gleichzeitig zum Titularbischof von Ulpiana ernannt. Konsekriert wurde er am 5. Juni 1940 in der Kathedrale von Blaj durch Erzbischof Alexandru Nicolescu. Mitkonsekratoren waren Alexandru Rusu, der Bischof von Maramureș und Ioan Bălan, der Bischof von Lugoj. Nach dem Tod von Erzbischof Nicolescu am 15. Juni 1941 wurde er Apostolischer Administrator des Erzbistums Făgăraș und Alba Iulia.
Am 28. Oktober 1948 wurde er verhaftet und im Lager Dragoslavele interniert, im Februar 1949 bekam er, zusammen mit den ebenfalls verhafteten Diözesanbischöfen der Rumänisch griechisch-katholischen Kirche, Isolationshaft im Kloster Căldărușani.
Isoliert von den anderen Bischöfen wurde er am 10. Mai 1949 in das Innenministerium verbracht, in den dortigen Kellern von der Securitate gefoltert. Verstümmelt, verkrüppelt, seelisch gebrochen aber standhaft im Glauben starb er am 10. Mai 1950 im Gefängniskrankenhaus Văcărești. Es wird auch berichtet, er sei von einem Securitate-Offizier erschossen worden. Die Behörden ordneten eine Verbrennung des Leichnams an, dies wurde verhindert und der Sarg mit den sterblichen Überresten wurde im Bellu-Friedhof in Bukarest beigesetzt. Ein einfaches Holzkreuz und ein Tablett mit den Initialen AV und der Jahreszahl 1950 kennzeichneten die Grabstätte. 1990 wurde ihm ein Grabstein aus weißem Marmor mit Bild des Bischofs errichtet; sein Grab wurde ein Wallfahrtsort und ist geschmückt mit Kerzen und Blumen, er wird um Beistand und Hilfe angerufen.

## Seligsprechungsverfahren
Für Vasile Aftenie wurde das Verfahren zur Seligsprechung eingeleitet. In dessen Verlauf erkannte Papst Franziskus am 19. März 2019 das Martyrium Aftenies und sechs weiterer in der kommunistischen Kirchenverfolgung umgekommener Bischöfe als Voraussetzung für die Seligsprechung an. Der Papst selbst sprach ihn am 2. Juni 2019 in Blaj selig.